# (84075) Peterpatricia
(84075) Peterpatricia (2002 PL165) – planetoida z pasa głównego asteroid okrążająca Słońce w ciągu 4,84 lat w średniej odległości 2,86 j.a. Odkryta 8 sierpnia 2002 roku.